# Ел Мираж (Аризона)
Ел Мираж (енгл. El Mirage) град је у америчкој савезној држави Аризона. По попису становништва из 2010. у њему је живело 31.797 становника.

## Демографија
Према попису становништва из 2010. у граду је живело 31.797 становника, што је 24.188 (317,9%) становника више него 2000. године.
| Група             | 2000.         | 2010.          |
| Белци             | 2.097 (27,6%) | 13.163 (41,4%) |
| Афроамериканци    | 250 (3,3%)    | 2.090 (6,6%)   |
| Азијати           | 29 (0,4%)     | 517 (1,6%)     |
| Хиспаноамериканци | 5.084 (66,8%) | 15.120 (47,6%) |
| Укупно            | 7.609         | 31.797         |